# Koordinátor BOZP

Koordinátor BOZP (bezpečnosti a ochrany zdraví při práci) je odborně způsobilá osoba, akreditovaná Ministerstvem práce a sociálních věcí České republiky (MPSV), která vykonává činnosti související s koordinací bezpečnosti a ochrany zdraví při práci (BOZP) na staveništích. Jeho ustanovení je povinné dle zákona č. 309/2006 Sb., o zajištění dalších podmínek bezpečnosti a ochrany zdraví při práci a je nedílnou součástí procesu řízení rizik na staveništi.
Zadavatel stavby (například investor nebo stavebník) má zákonnou povinnost:
1. určit koordinátora BOZP,
2. zajistit zpracování plánu BOZP,
3. oznámit zahájení stavebních prací příslušnému oblastnímu inspektorátu práce (OIP),

v případech stanovených právními předpisy.

### Zdroje
- Odpovědnost koordinátora BOZP na staveništi za zajištění bezúrazového prostředí: právní limity, ISBN 978-80-87676-36-3
- Lexikon BOZP - stavebnictví: praktická pomůcka pro provádění kontrolní činnosti na staveništích a pro koordinátora bezpečnosti a ochrany zdraví při práci, ISBN 978-80-270-5221-9